# Mis amigos de siempre
Mis amigos de siempre es una telenovela argentina que fue emitida desde el 3 de diciembre de 2013 hasta el 8 de agosto de 2014 en el horario prime time de lunes a viernes a las 21:00 (UTC -3) por Canal 13. Es una obra de la productora Pol-ka Producciones, propiedad de Adrián Suar, Fernando Blanco y Artear. Fue protagonizada por Nicolás Cabré, Gonzalo Heredia, Nicolás Vázquez, Calu Rivero, Agustina Cherri y Emilia Attias.

## Características generales
Las grabaciones arrancaron el martes 15 de octubre de 2013. Se comenzó a filmar en una locación del partido de San Fernando. Como locación para grabar las escenas de los partidos de fútbol se utiliza un club de Los Polvorines, partido de Malvinas Argentinas, en el Gran Buenos Aires. Los interiores se filman en decorados especialmente creados en los Estudios Baires, en Don Torcuato, partido de Tigre.
Sus directores son Sebastián Pivoto y Rodolfo Antúnez, mientras que los autores que se encargan de los libretos son Claudio Lacelli y Jorge Maestro. Tendrá los típicos condimentos que caracterizan al "estilo Pol-ka" de hacer novelas: una definida comedia destinada a toda la familia, ambientada en el costumbrismo barrial argentino y con abundantes primeros planos de actores y actrices atractivos.
El elenco tiene las participaciones especiales de Soledad Silveyra y Osvaldo Laport, actores que habían hecho pareja protagónica en las telenovelas Campeones de la vida (1999-2001) y Amor en custodia (2005).
Fue en principio una telecomedia, luego pasó a telenovela policial, volcándose más al drama. Tocando temas como la trata de personas, secuestros y narcotráfico.

## Sinopsis
El núcleo de la trama es un trío de amigos (Julián, Manuel y Simón), amistad que nació a los 8 años de edad mientras jugaban en un exitoso equipo de fútbol infantil que representaba a un club de barrio. Cuando rondaban los 30 (y alrededor de una década sin verse), se volvieron a reunir en el mismo club, el cual se encuentra agobiado por las deudas.
Julián (Gonzalo Heredia) es hijo de Inés (Soledad Silveyra) —“alma mater” del club—, es un jugador profesional que milita en un equipo de fútbol del exterior. Es muy mujeriego, y al volver a Buenos Aires se enamorará de Bárbara (Emilia Attias), ella es una contadora y además integra el equipo de fútbol femenino del club, en donde Julián será el director técnico. Hasta ese momento ella pensaba en casarse con Luciano (Federico Amador), quien junto con su hermano Maxi (Benjamín Rojas), son los propietarios de una empresa de transporte logístico, pero la llegada de Julián cambiará todo sus planes. 
Manuel (Nicolás Vázquez) es un solitario dueño de un bar; de personalidad nostálgica, añora las viejas épocas de su juventud. El tendrá un affaire con Leo (Manuela Pal), ella también es jugadora del equipo de fútbol femenino. Pero además comenzará a sentir atracción por Rocío, la mujer de su amigo Simón. 
Simón (Nicolás Cabré) trabaja haciendo repartos en la empresa de Luciano y Maxi. Está en crisis con su esposa y madre de su hija de 7 años Rocío (Agustina Cherri), quien en la vida real fue pareja de Cabré), y además, comenzará a sentirse atraído por Tania (Calu Rivero), quien es Dj y prima de Bárbara. 
Simón está distanciado de su padre, el «Cholo Alarcón» (Osvaldo Laport), quien retorna a Buenos Aires y comienza a trabajar como colectivero, pero además, vuelve con su otro hijo «Guido» (Victorio D´Alessandro), a quien Simón ve con algo de recelo.
La tesorera del endeudado club, «Andrea» (Claribel Medina), no puede hacer frente a los acreedores, que exigen que si no se salda la deuda, despojaran a la entidad de sus instalaciones.
Pero hay una posibilidad de evitarlo: ganar un torneo que otorga al club del equipo campeón un importante premio económico, gracias a los auspicios de una destacada empresa. Mientras tanto, el trío de amigos intentará reconstruir su amistad.
Con el tiempo aparece «Delfina Correa» (Juana Viale), una joven ambiciosa y sensual que sirve de carnada para cometer estafas a millonarios, en conjunto con su novio. «Delfina» intentará ganarse la confianza del trío de amigos, y de enamorar a «Julián», lo que le traerá problemas con «Bárbara» con quien, junto a «Tania», compartirá departamento.   
Por otra parte están los personajes de «Fidel» (Felipe Colombo), quien es el hijo de «Andrea» y medio hermano de «Leonora». «Sol» (Leticia Siciliani), jugadora de fútbol y parte del equipo en donde están «Bárbara» y «Leo». Y completan el elenco: «Yayo» (Diego Pérez) y «Queco» (Sebastián Almada).

## Elenco

### Protagonistas
- Nicolás Cabré como Simón Alarcón.
- Gonzalo Heredia como Julián Ruíz.
- Nicolás Vázquez como Manuel Pellegrini.
- Calu Rivero como Tania Delgado.
- Agustina Cherri como Rocío Monti.
- Emilia Attias como Bárbara Delgado.

### Elenco principal
- Soledad Silveyra como Inés Acosta.
- Osvaldo Laport como Domingo "Cholo" Alarcón.
- Claribel Medina como Andrea.
- Federico Amador como Luciano Barraco.
- Felipe Colombo como Fidel Ríos.
- Victorio D'Alessandro como Guido Alarcón.
- Manuela Pal como Leonora "Leo" Barceló.
- Benjamín Rojas como Máximo "Maxi" Barraco.
- Leticia Siciliani como Sol.
- Diego Pérez como Fernando "Yayo".
- Sebastián Almada como Ricardo "Queco" Garín.
- Natalia Carabetta como Zoe Alarcón.

### Participaciones
- Martín Seefeld como Oscar Pires.
- Leticia Brédice como Carolina.
- Leonora Balcarce como Josefina.
- Juana Viale como Delfina Correa.
- Juan Palomino como Suárez.
- Florencia Raggi como Natalia Aguirre/ Clara Aguirre.
- Gastón Ricaud como Nicolás "Nico".
- Nicolás Pauls como León.
- Juan West cómo Matón.
- Esteban Pérez como Mariano Pereyra.
- Germán Tripel como Francisco "Bomba".
- Michel Noher como José María.
- Joaquín Flamini como Aquiles Suárez.
- Agustina Attias como Agustina.
- Maia Dosoretz como Maia.
- Ana Moreno como Ana.
- Gustavo Conti como Fabián.
- Mariana Richaudeau como Marisa.
- Valentina Godfrid como Micaela "Mica".
- Belén Persello como Romina "Ruth".
- Francisco Fernández de Rosa como Patricio.
- Nicolás Mele como Germán.
- Miguel Jordán como Julio "Higilio".
- Noemí Morelli como Martinelli.
- Jimena Riestra como Juana Londra.
- Sol Madrigal como Mara.
- Nicolás Goldschmidt como Ezequiel.
- Anderson Ballesteros como Montoya.
- Sofía Elliot como Cecilia.
- Martín Orecchio como Tomás.
- Alejandro Paker como Álvaro.
- Juano Tabares como Alejandro "Ale".
- Carlos Nieto como Diego García.
- Paolo Ragone como Bruno.
- Daniela Lopilato como Belén "Bebu".
- Javier de la Torre como Cato.
- Germán Rodríguez como "El Cangrejo".
- Diego Treu como Carlos "Charlie".
- Malena Narvay como Sofía.
- Sandra Smith como Miriam.
- María Ibarreta como Thelma.
- Ana María Colombo como Alicia Barraco.

## Recepción
El primer capítulo de Mis amigos de siempre promedió 18.1 puntos de índice de audiencia, convirtiéndose en lo más visto del día. En la primera semana de emisión de la novela, esta tendencia continuó, logrando el primer puesto en toda la semana. Entre enero y febrero de 2014, Mis Amigos de Siempre perdió por 1.5 puntos aproximadamente con la telenovela Somos Familia y el programa de entretenimientos La Nave de Marley que se emitían por Telefe. Aun así, siguió siendo uno de los 5 programas más vistos diariamente en Argentina.
El periodista Martín Fernández Cruz, del diario La Nación, expresó:

«A partir de un grupo de personajes que intentará recuperar el lugar perdido y convertirse en personas orgullosas de sí mismas, Mis amigos de siempre promete ser una novela enfocada al público joven, y que hace eje en el grupo de amigos y sus conflictos amorosos. Será una fórmula conocida, pero que indudablemente funcionará porque apela a algo tan universal como la amistad.».

Mis amigos de siempre tuvo un promedio de 11,3 puntos en sus 160 emisiones.

## Premios

### Nominaciones
- 2014 Premios Martín Fierro
  - Mejor Comedia[15]
  - Actor protagonista de Comedia (Nicolás Cabré)
  - Actor protagonista de Comedia (Osvaldo Laport)

- - Actriz protagonista de Comedia (Calu Rivero)
  - Actriz protagonista de Comedia (Soledad Silveyra)

- 2014 Kids Choice Awards Argentina

- - Programa Local Favorito[16]
  - Actor Favorito (Nicolás Vázquez)
  - Actriz Favorita (Emilia Attias)
  - Actriz de reparto favorita (Manuela Pal)